# Декалитр
Декалитр (русское обозначение: дал; международное: daL, dal) — одна из объёмных основных мер в виноделии, по определению равна 10 литрам.
В декалитрах традиционно ведётся учёт объёма напитков, разливаемых в стеклянные бутылки. Один декалитр соответствует одному ящику с 20 бутылками объёмом 0,5 л (расположенными прямоугольником 4×5) или с 30 бутылками объёмом 0,33 л (расположенными прямоугольником 5×6).
1 дал = 10 литров;
1 дал = 2,1997 галлонов;
1 дал = 0,01 кубических метров;
1 дал = 10 кубических дециметров;
1 дал = 10 000 кубических сантиметров;
1 дал = 0,1 гектолитра;
1 дал = 100 децилитров;
1 дал = 1000 сантилитров;
1 дал = 10 000 миллилитров.

## Величина декалитра
В 1964 году 12-я Генеральная конференция по мерам и весам приняла, что 1 литр равен ровно 1 дм³, а 1 декалитр — 10 дм³.
Этим было отменено решение 3-й Генеральной конференции по мерам и весам 1901 года, которое определяло литр как объём 1 кг чистой воды при нормальном атмосферном давлении (760 мм рт. ст.) и температуре наибольшей плотности воды (+4 °C). Таким образом, объём 1 литра принимался за 1,000028 дм³, а 1 декалитр, следовательно, равнялся 10,00028 дм³.